# Ożary
Ożary – (niem. Hemmersdorf) wieś w Polsce położona w województwie dolnośląskim, w powiecie ząbkowickim, w gminie Kamieniec Ząbkowicki.
| SIMC       | Nazwa | Rodzaj  |
| ---------- | ----- | ------- |
| nie nadano | Rogów | kolonia |

Ożary to duża wieś o długości około 2,5 km, położona u podnóża Gór Bardzkich, na granicy Obniżenia Laskówki i Przedgórza Paczkowskiego, wzdłuż Ożarskiego Potoku, na wysokości około 260–295 m n.p.m.
W latach 1954–1961 wieś była siedzibą władz gromady Ożary, po jej zniesieniu w gromadzie Mąkolno.
W latach 1975–1998 miejscowość administracyjnie należała do województwa wałbrzyskiego.
Wieś liczy około 140 domów, z czego znaczna część to gospodarstwa rolne. Ze względu na zróżnicowane położenie: przedgórze i góry, występują tutaj gleby klasy od II do V.

## Toponimia
W dokumencie z 1260 r. wieś występuje pod nazwą Villa Helmrici. Nazwa wsi Hemmersdorf jest dzierżawcza od założyciela wsi imienia Helmerich (Helwig).

## Historia
Osada założona została około 1230 roku z inicjatywy zakonników z klasztoru w Kamieńcu Ząbkowickim. W 1840 roku było to duża i bogata wieś licząca 156 budynków, w tym: kościół, szkołę, duży folwark, dwa młyny wodne i gorzelnię.

## Demografia
Według Narodowego Spisu Powszechnego (III 2011 r.) liczyły 589 mieszkańców. Są czwartą co do wielkości miejscowością gminy Kamieniec Ząbkowicki.

## Zabytki
Do wojewódzkiego rejestru zabytków wpisany jest kościół parafialny pod wezwaniem św. Katarzyny Aleksandryjskiej.
Kościół wzniesiony na przełomie XIV i XV wieku, przebudowany w XVII wieku, został rozbudowany w latach 1853–1854. Do parafii św. Katarzyny z siedzibą w Ożarach, należą Laski, niegdyś należały Pilce i Suszka, lecz po powodzi tysiąclecia Pilce wysiedlono, a ze względu na zły dojazd do Suszki z Ożar, zdemontowano most łączący Ożary-Pilce-Suszka, Suszkę przyłączono do parafii Kamieniec Ząbkowicki
Inne zabytki:
- kompleks budynków szkolnych, wybudowany w 1937 roku, funkcjonuje obecnie jako mieszkania prywatne, a także – dzięki wyposażeniu noclegowemu – jako baza noclegowa

Inne obiekty:
- w nowym budynku szkolnym znajdował się zakład pracy, a w 2015 roku został on zaadaptowany na remizę strażacką tutejszej OSP[10]. Niż demograficzny z początku lat 90. XX wieku spowodował, że ze względu na małą liczbę uczniów szkołę tę zlikwidowano.

## Sport i OSP
W Ożarach gra zespół piłkarski Inter Ożary, założony w 2000 roku. Mecze rozgrywane są na boisku sportowym w Ożarach (pojemność: 500 miejsc, w tym 50 siedzących; wymiary: 100 × 50 m). Począwszy od sezonu 2011/2013, drużyna Interu występuje w klasie A (grupa: Wałbrzych III, Dolnośląski Związek Piłki Nożnej). Największym osiągnięciem drużyny w tych rozgrywkach jest osiągnięcie 8. lokaty (sezon 2012/2013: 30 meczów, 37 pkt, bilans: 11-4-15)
W Ożarach działa OSP, która w 2006 roku obchodziła 60-lecie swego istnienia.

## Osoby związane z miejscowością
- Genowefa Wiśniowska (ur. 1949) – polityk, wicemarszałek sejmu (V 2006 – XI 2007) V kadencji,
- Wiesław Kilian (1952–2019) – polityk, poseł V i VI kadencji, senator VIII i IX kadencji,
- Elżbieta Wiśniowska (ur. 1975) – polityk, posłanka sejmu (X 2005 – XI 2007) V kadencji.
- Marek Połochajło (1957–2017) – duchowny rzymskokatolicki, proboszcz parafii św. Katarzyny w latach 1993–2002